# فدراسیون فوتبال کنیا
فدراسیون فوتبال کنیا (انگلیسی: Football Kenya Federation) نهاد اداره‌کننده مسابقات فوتبال و فوتسال در کشور کنیا است.
این فدراسیون که در سال ۱۹۶۰ تأسیس شده عضو کنفدراسیون فوتبال آفریقا و فیفا نیز می‌باشد و مقر آن در شهر نایروبی است.